# Шенек (Фогтланд)
Шенек (њем. Schöneck/Vogtl.) град је у њемачкој савезној држави Саксонија. Једно је од 45 општинских средишта округа Фогтланд. Према процјени из 2010. у граду је живјело 3.524 становника. Посједује регионалну шифру (AGS) 14523370.

## Географски и демографски подаци
Шенек се налази у савезној држави Саксонија у округу Фогтланд. Град се налази на надморској висини од 707 метара. Површина општине износи 54,9 km². У самом граду је, према процјени из 2010. године, живјело 3.524 становника. Просјечна густина становништва износи 64 становника/km².